# Здание главного почтамта (Выборг)
Здание главного почтамта в Выборге — памятник архитектуры, расположен по адресу Крепостная улица, дом 30. Здание построено в 1912—1914 годах по проекту архитектора Жака Аренберга (1847—1914).

## История
С середины XVIII века выборгский почтамт размещался в доме № 3 по главной улице города — Екатерининской (нынешнее название — Крепостная улица). В конце XIX века, после того, как в соответствии с разработанным в 1861 году выборгским губернским землемером Б. О. Нюмальмом планом были снесены устаревшие укрепления Каменного города и Рогатой крепости, главная городская улица была продлена на юго-восток, где началось формирование нового городского центра с резиденцией губернатора, лютеранской церковью, зданиями учебных заведений и других учреждений. Значительная часть проектов зданий была выполнена губернским архитектором Якобом Аренбергом, предпочитавшим стиль неоренессанс.
Выборгский почтамт стал последним проектом архитектора Я. Аренберга и в стилистическом отношении несколько отличается от соседних, более ранних его построек, ориентированных на работы итальянских зодчих XVI века. Считается, что образцом для подражания в данном случае стал расположенный в пригороде Стокгольма дворец Дроттнингхольм. Исследователями отмечаются признаки неоклассики, выраженные в трёхчастной системе плана с внутренним двором, в оформлении интерьеров и фасадов. 
С 1890 года почтовая часть Великого княжества Финляндского входила в систему учреждений Министерства внутренних дел Российской империи, что нашло отражение в сохранившихся до сих пор вывесках на фасаде почтамта, выполненных на двух языках: «Почта» и «Poste». Двухуровневый операционный зал, в который посетители попадают по широкой гранитной лестнице, украшен полированными гранитными колоннами. Главный фасад был обращён к городской архитектурной доминанте — семидесятиметровой неоготической кирхе; через боковой вход, расположенный со стороны Екатерининской улицы, можно было пройти в подразделения выборгского управления дорожного строительства и водопровода, которые также первоначально размещались в здании.
В Российской империи почтамты были традиционными точками отсчёта дорожных расстояний, и декоративному оформлению почтовых зданий уделялось повышенное внимание. Расходы на строительство здания выборгского почтово-телеграфного управления составили около 550 000 финляндских марок — исключительно высокую по тем временам сумму.
В историю Гражданской войны в Финляндии вошёл эпизод массовых расстрелов в Выборге, когда после занятия города войсками генерала Маннергейма 29 апреля 1918 года во дворе почтамта были расстреляны шесть почтовых служащих, сторонников финских красногвардейцев, и в их числе — финский писатель Кёсси Ахмала, который во время подпольного пребывания в городе В. И. Ленина доставлял ему в дом почту из Петрограда.
О рациональной планировке свидетельствует современное использование здания по назначению.

## Изображения

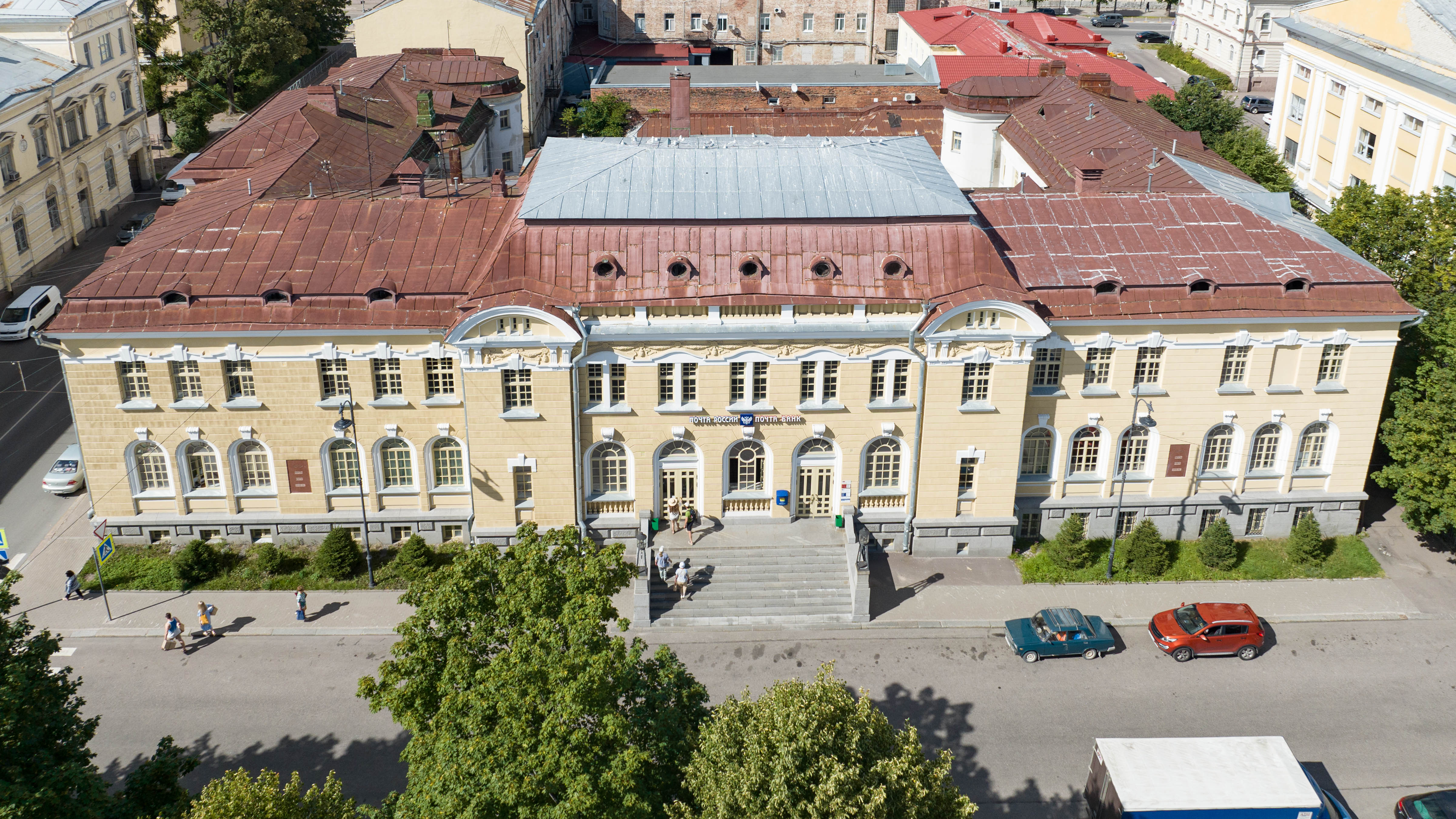
Вид сверху в 2022 году
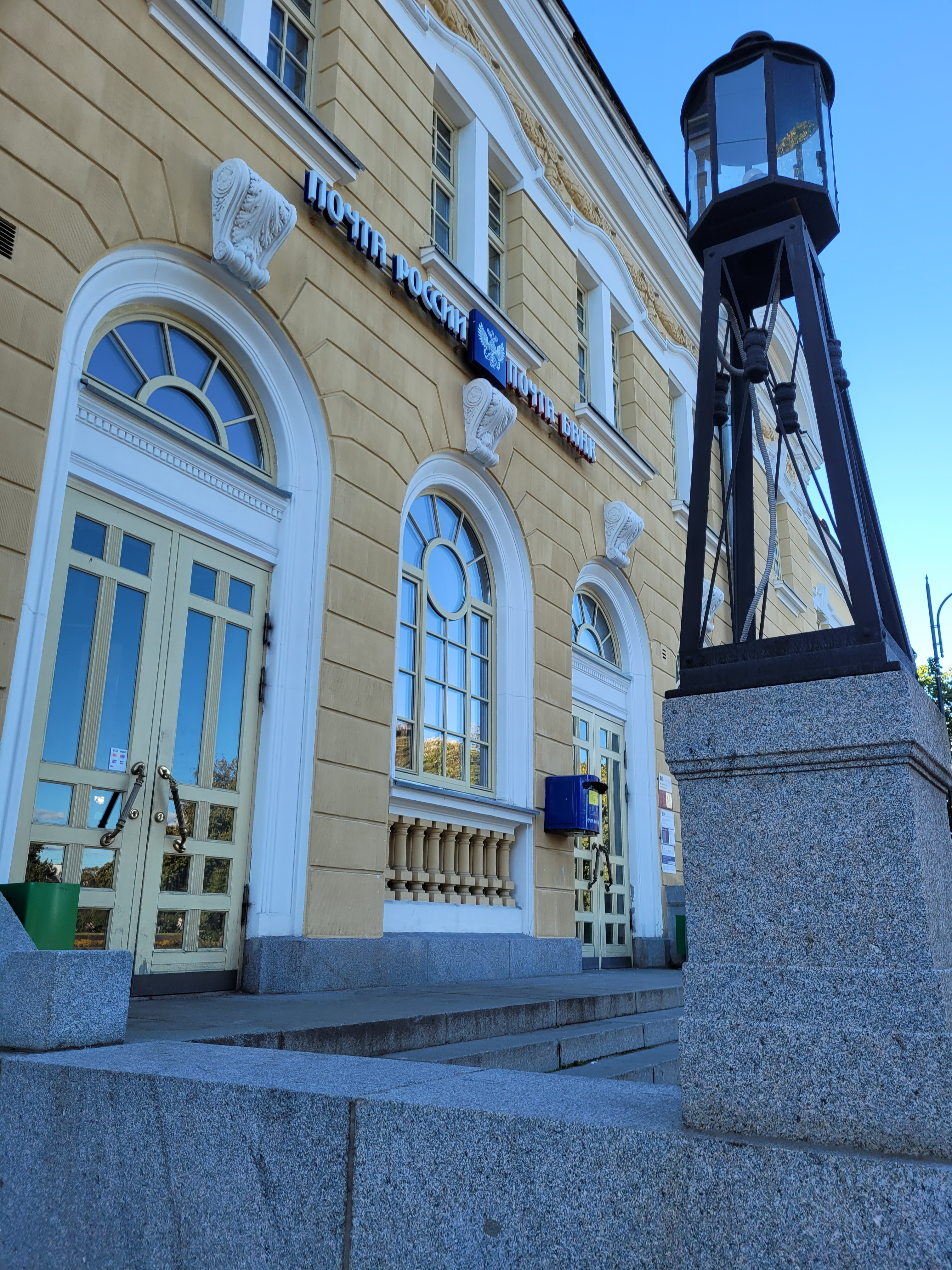
Детали оформления лестницы главного фасада в 2022 году
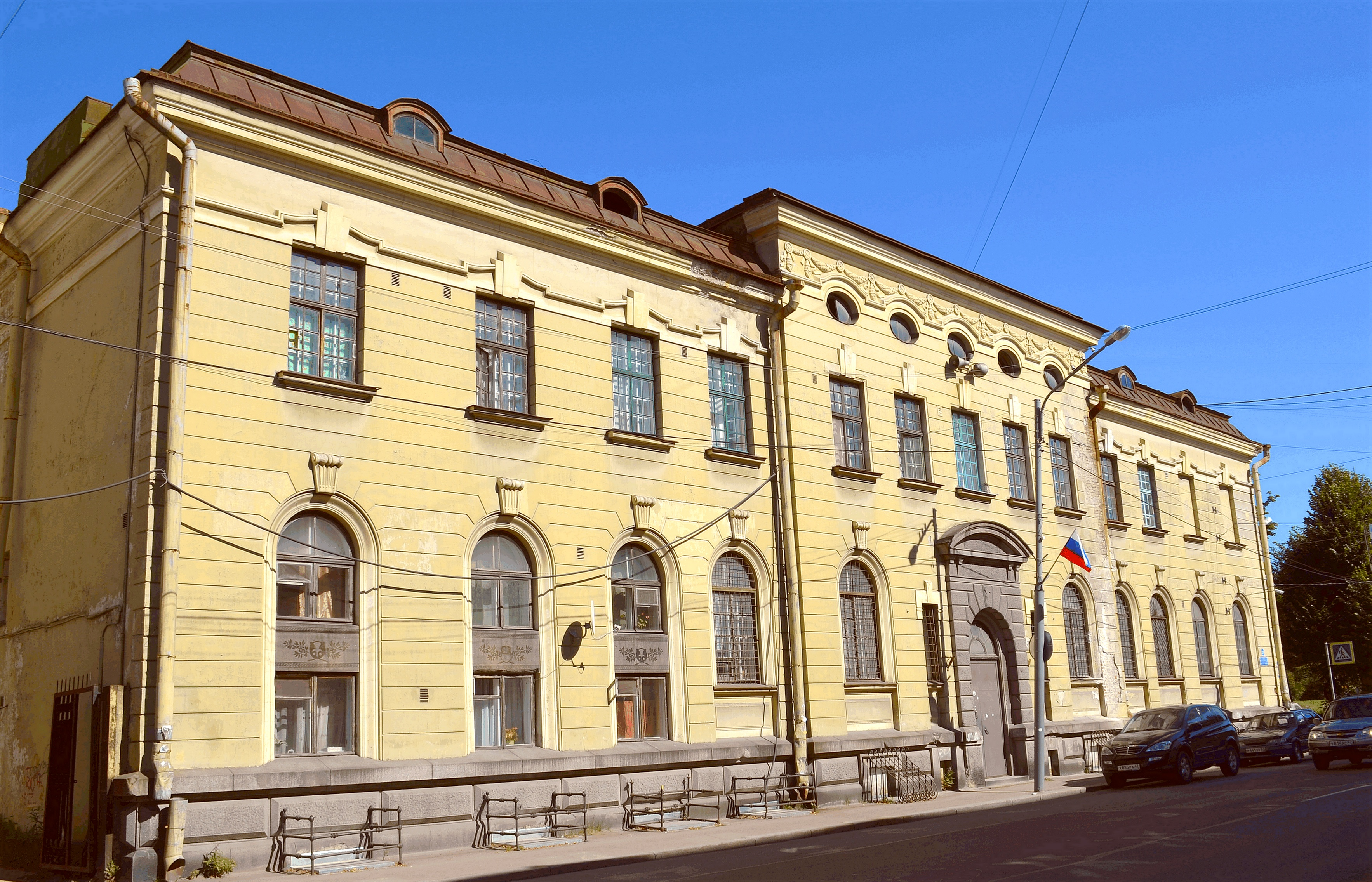
Боковой фасад в 2015 году